# Lies Aengenendt

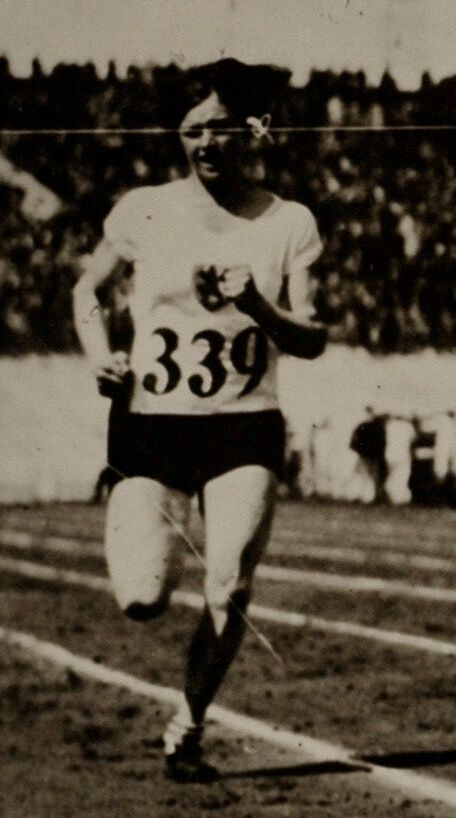
Lies Aengenendt (1928)

Lies Aengenendt (eigentlich Mechelina Agnes Elisabeth Aengenendt; * 10. Juli 1907 in Nijmegen; † 17. Dezember 1988 in Den Haag) war eine niederländische Sprinterin.
Bei den Olympischen Spielen 1928 in Amsterdam wurde sie Fünfte in der 4-mal-100-Meter-Staffel und schied über 100 m im Vorlauf aus.
Ihre persönliche Bestzeit über 100 m von 12,9 s stellte sie 1928 auf.